# Nex Entertainment
Nex Entertainment, ранее известная как GAU Entertainment и Nextech, — японская компания, разработчик видеоигр. Компания обычно не занимается рекламой или изданием собственных игр, вместо этого концентрируясь на разработке продукции для других фирм. В числе её клиентов Sega, Capcom, Namco, Takara Tomy, Taito, Atlus и Square Enix.
Nex Entertainment первоначально была основана как GAU Entertainment. Спустя два года компания слилась в Nextech, которая позже была куплена компанией Sega в 1997 году. В 2003 году Nex Entertainment стала независимым разработчиком.

## Видеоигры

### Аркадные автоматы
- Cobra the Arcade[3]
- Time Crisis 3[3]
- Time Crisis 4[3]

### Dreamcast
- Dino Crisis[3]
- Dream Studio[3]
- Resident Evil Code: Veronica[3]
- Resident Evil Code: Veronica X[3]
- Type X: Spiral Nightmare (отменена)

### Game Boy Advance
- Shining Soul (совместно с Grasshopper Manufacture)[3]
- Shining Soul II (совместно с Grasshopper Manufacture)

### GameCube
- Resident Evil Code: Veronica X[3]

### Mega Drive/Genesis
- Crusader of Centy[4]
- Pro Striker Final Stage[4]
- Ranger X[5]
- YuYu Hakusho: Gaiden[5]

### Nintendo DS
- Children of Mana[3]
- Lupin Sansei: Shijou Saidai no Zunousen

### PlayStation 2
- Dynasty Tactics 2[3]
- Lupin III: Columbus no Isan wa Akenisomaru[3]
- Lupin III: Lupin ni wa Shi o, Zenigata ni wa Koi o[3]
- Resident Evil Code: Veronica X[3]
- Resident Evil Survivor 2 Code: Veronica[3]
- Shining Tears[3]
- Shining Wind[3]
- Shirachuu Tankenbu[3]
- Time Crisis 3

### PlayStation 3
- Bayonetta[3]
- Time Crisis 4
- Time Crisis: Razing Storm

### Sega Saturn
- Battle Arena Toshinden Remix[3]
- Battle Arena Toshinden U.R.A[3]
- Choro Q Park[3]
- Cyber Speedway[3]
- D-Xhird[3]
- Linkle Liver Story[3]
- Pro Yakyuu Greatest Nine '98[3]
- Pro Yakyuu Greatest Nine '98 Summer Action[3]
- Resident Evil[3]

### Windows
- Chi Q no Tomodachi[3]
- Dark Eyes[3]
- Dark Eyes 2000[3]
- Dream Studio[3]
- You will go out to the Pico-town![3]

### WonderSwan Color
- Dark Eyes: BattleGate[3]

### Xbox
- Shin Megami Tensei: NINE[3]
- Touge R[3]